# Core fonts for the Web
Core fonts for the Web (fuentes básicas para la Web) fue un proyecto iniciado por Microsoft en 1996 con el objetivo de crear un conjunto estándar de fuentes tipográficas para usarse en la Web. Este conjunto se componía de 11 familias tipográficas: Andalé Mono, Arial, Arial Black, Comic Sans MS, Courier New, Georgia, Impact, Times New Roman, Trebuchet MS, Verdana y Webdings. Cada familia se podía descargar gratuitamente desde la página web de Microsoft empaquetada para Microsoft Windows y también para Apple Mac OS, excepto la fuente Webdings. Las fuentes estaban sujetas a una licencia restrictiva que, aunque no recogía ninguna limitación para su uso personal o comercial, impedía su estudio y modificación e imponía ciertas limitaciones a su distribución.
Microsoft decidió poner fin al proyecto en 2002, pero gracias a los términos de la licencia, los archivos distribuidos todavía están disponibles legalmente en algunos sitios web de terceros. Desde entonces, las versiones actualizadas de las fuentes no se han vuelto a publicar como software gratuito y solo están disponibles como fuentes del sistema de Microsoft Windows, excepto Andale Mono, y también de macOS, gracias a un acuerdo de Apple con Microsoft.

## Características y ventajas del proyecto
Las fuentes fueron licenciadas a Microsoft por Monotype Corporation o creadas para Microsoft por diseñadores propios o externos. Se desarrollaron con los siguientes objetivos:
- Ser altamente legibles en pantalla.
- Ofrecer una amplia variedad de diseños tipográficos, a pesar de su limitado número.
- Proporcionar compatibilidad con una amplia variedad de idiomas. Contiene los 652 caracteres del conjunto de caracteres paneuropeo (WGL4), que cubre todos los sistemas de escritura de Europa Occidental, Central y Oriental, incluidos el turco, el griego y el cirílico.

Estos objetivos de diseño y su amplia disponibilidad, hicieron a estas fuentes extremadamente populares entre los diseñadores web, aunque no se podían instalar en otros sistemas operativos populares, como las distribuciones Linux, iOS y Android, Por otro lado, todas estas fuentes, en sus últimas versiones, se instalan de forma predeterminada en Apple Mac OS X 10.4 y versiones posteriores gracias a un acuerdo entre Microsoft y Apple.
Si bien el proyecto ha terminado formalmente, los beneficios de usar fuentes ampliamente disponibles siguen siendo evidentes: aumentar la probabilidad de que el contenido se muestre en la fuente elegida o en una alternativa con compatibilidad métrica. Con el tiempo, los navegadores web modernos agregaron soporte para la inserción de fuentes web, especialmente el formato WOFF, durante la década de 2010. Esto permitió la descarga y visualización en tiempo real de las fuentes especificadas por el diseñador web. Por lo tanto, las "fuentes básicas para la web" se volvieron obsoletas desde el punto de vista tecnológico, ya que el paquete nunca tuvo licencia para su inserción en la web, y la mayoría de los sitios web a partir de 2020 utilizan fuentes web incrustadas en su lugar.

## Terminación del proyecto
El proyecto se dio por terminado en agosto de 2002, presuntamente debido a frecuentes violaciones del acuerdo de licencia del usuario final (EULA). Un portavoz de Microsoft declaró en 2002 que "Microsoft también encontró que las descargas estaban siendo objeto de mal uso, reempaquetadas, modificadas y distribuidas junto con productos comerciales en violación del EULA" y que "la mayoría de los usuarios que deseaban las fuentes ya las habían descargado."  Sin embargo, ese mismo EULA permite la redistribución de las fuentes si los paquetes se conservan en su formato original (.exe o .sit.hqx) y con los nombres de archivo originales (por ejemplo, times32.exe) y no se utilizan para agregar valor a productos comerciales. Como resultado, estos paquetes todavía están disponibles para su descarga en sitios web de terceros bajo los términos del acuerdo de licencia de usuario final original.
Las últimas versiones de fuentes que estaban disponibles en la página web de Microsoft eran la 2.x (por ejemplo, 2.82 para Arial, Times New Roman y Courier New) y fueron publicadas en 2000. Versiones más recientes se empaquetaron con Microsoft Office 2000 y Microsoft PowerPoint Viewer 2003, pero no se pueden distribuir ni instalar de manera independiente.

## Galería de fuentes

Andale Mono / Monotype.com
Arial
Arial Black
Comic Sans MS
Courier New
Georgia
Impact
Times New Roman
Trebuchet MS
Verdana
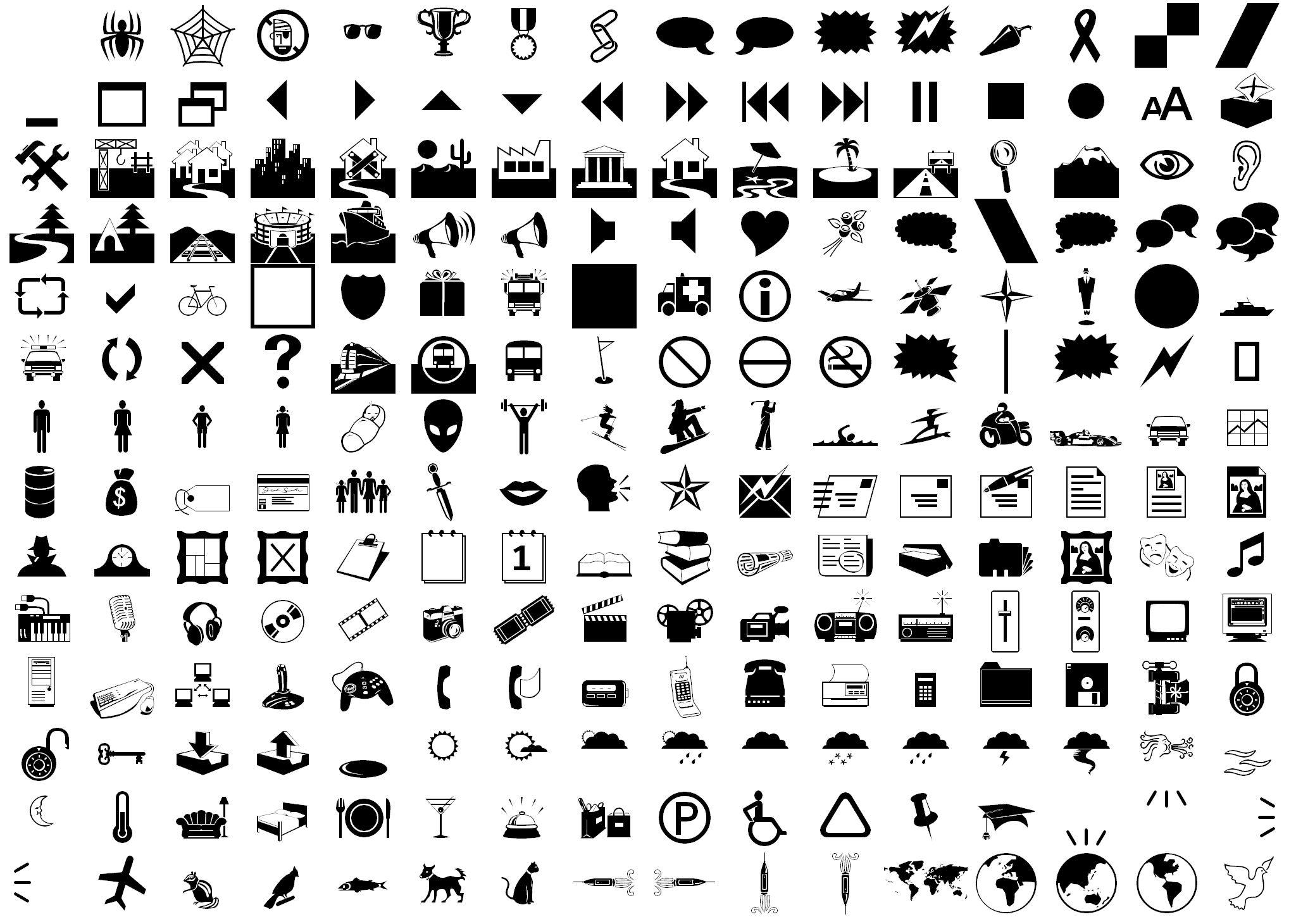
Webdings

## Lista de archivos distribuidos
El proyecto de fuentes básicas para la Web incluyó los siguientes archivos:
| Nombre del paquete | Sistema operativo     | Familia tipográfica                           | Estilos incluidos                         | Última versión | Copyright |
| ------------------ | --------------------- | --------------------------------------------- | ----------------------------------------- | -------------- | --------- |
| andale32.exe       | Windows 9x, NT y 2000 | Andale Mono                                   | normal                                    | 2.00           | Monotype  |
| mtcom.exe          | Windows 3.1 y 3.11    | Monotype.com (nombre anterior de Andale Mono) | normal                                    | 1.10           | Monotype  |
| Andalemono.sit.hqx | Apple Mac OS          | Andale Mono                                   | normal                                    | 2.00           | Monotype  |
| arial32.exe        | Windows 9x, NT y 2000 | Arial                                         | normal, negrita, cursiva, negrita cursiva | 2.82           | Monotype  |
| Arial.sit.hqx      | Apple Mac OS          | Arial                                         | normal, negrita, cursiva, negrita cursiva | 2.90           | Monotype  |
| arialb32.exe       | Windows 9x, NT y 2000 | Arial Balck                                   | normal                                    | 2.35           | Monotype  |
| ariblk.exe         | Windows 3.1 y 3.11    | Arial Balck                                   | normal                                    | 2.20           | Monotype  |
| ArialBlack.sit.hqx | Apple Mac OS          | Arial Balck                                   | normal                                    | 2.35           | Monotype  |
| comic32.exe        | Windows 9x, NT y 2000 | Comic Sans MS                                 | normal, negrita                           | 2.10           | Microsoft |
| comic.exe          | Windows 3.1 y 3.11    | Comic Sans MS                                 | normal, negrita                           | 1.20           | Microsoft |
| ComicSans.sit.hqx  | Apple Mac OS          | Comic Sans MS                                 | normal, negrita                           | 2.82           | Microsoft |
| courie32.exe       | Windows 9x, NT y 2000 | Courier New                                   | normal, negrita, cursiva, negrita cursiva | 2.61           | Microsoft |
| CourierNew.sit.hqx | Apple Mac OS          | Courier New                                   | normal, negrita, cursiva, negrita cursiva | 2.10           | Microsoft |
| georgi32.exe       | Windows 9x, NT y 2000 | Georgia                                       | normal, negrita, cursiva, negrita cursiva | 2.05           | Microsoft |
| georgia.exe        | Windows 3.1 y 3.11    | Georgia                                       | normal, negrita, cursiva, negrita cursiva | 1.00           | Microsoft |
| Georgia.sit.hqx    | Apple Mac OS          | Georgia                                       | normal, negrita, cursiva, negrita cursiva | 2.05           | Microsoft |
| impact32.exe       | Windows 9x, NT y 2000 | Impact                                        | normal                                    | 2.35           | Monotype  |
| impact.exe         | Windows 3.1 y 3.11    | Impact                                        | normal                                    | 2.20           | Monotype  |
| Impact.sit.hqx     | Apple Mac OS          | Impact                                        | normal                                    | 2.35           | Monotype  |
| times32.exe        | Windows 9x, NT y 2000 | Times New Roman                               | normal, negrita, cursiva, negrita cursiva | 2.82           | Monotype  |
| TimesNew.sit.hqx   | Apple Mac OS          | Times New Roman                               | normal, negrita, cursiva, negrita cursiva | 2.91           | Monotype  |
| trebuc32.exe       | Windows 9x, NT y 2000 | Trebuchet MS                                  | normal, negrita, cursiva, negrita cursiva | 1.22           | Microsoft |
| trebuc.exe         | Windows 3.1 y 3.11    | Trebuchet MS                                  | normal, negrita, cursiva, negrita cursiva | 1.00           | Microsoft |
| Trebuchet.sit.hqx  | Apple Mac OS          | Trebuchet MS                                  | normal, negrita, cursiva, negrita cursiva | 1.15           | Microsoft |
| verdan32.exe       | Windows 9x, NT y 2000 | Verdana                                       | normal, negrita, cursiva, negrita cursiva | 2.35           | Microsoft |
| verdana.exe        | Windows 3.1 y 3.11    | Verdana                                       | normal, negrita, cursiva, negrita cursiva | 1.01           | Microsoft |
| Verdana.sit.hqx    | Apple Mac OS          | Verdana                                       | normal, negrita, cursiva, negrita cursiva | 2.35           | Microsoft |
| webdin32.exe       | Windows 9x, NT y 2000 | Webdings                                      | normal                                    | 1.03           | Microsoft |
| webdings.exe       | Windows 3.1 y 3.11    | Webdings                                      | normal                                    | 1.01           | Microsoft |